# Pensionatets lockfågel
Pensionatets lockfågel är en tysk musikalisk komedifilm från 1932 i regi av Fritz Kortner.

## Rollista
- Willi Forst - Paul Hartwig
- Dolly Haas - Lisa Brandes
- Oskar Sima - Max Bach
- Max Gülstorff - Herr Körner
- Ida Wüst - Frau Körner
- Theo Lingen - Hahnen Jr.
- Paul Hörbiger - Leopold Schrader
- Julius Falkenstein - Dr. Berger
- Hans Hermann Schaufuß - Bornemann
- Hans Leibelt - Hahnen Sr.